# Blanktjärnen (Ängersjö socken, Hälsingland)
Blanktjärnen är en sjö i Härjedalens kommun i Hälsingland och ingår i Ljusnans huvudavrinningsområde.